# ラルフ・サットン
ラルフ・サットン（Ralph Sutton、1922年11月4日 - 2001年12月30日）は、ミズーリ州ハンバーグで生まれたアメリカのジャズ・ピアニスト。彼はジェイムス・P・ジョンソンとファッツ・ウォーラーの伝統を受け継ぐストライド・ピアニストであった。

## 略歴
サットンはアメリカ合衆国ミズーリ州ハンバーグで、アールとエドナ・サットンの息子として生まれた。妹のバーバラ・サットン・カーティスもジャズ・ピアニスト。
サットンは、第二次世界大戦中にアメリカ陸軍へ参加する以前は、ジャック・ティーガーデンのバンドでセッション・ミュージシャンとして働いていた。戦後はミズーリ州のさまざまな会場で演奏し、最終的にはグリニッジ・ヴィレッジにあるエディ・コンドンズ・クラブに行き着いた。1956年、カリフォルニア州サンフランシスコに拠点を移し、ボブ・スコビーのディキシーランド・バンドで数枚のアルバムをレコーディングした。1960年代以降は、主に自分一人で活動していた。しかし、1968年にワールド・グレイテスト・ジャズ・バンドが結成されたとき、そこでピアノを弾くことは自然な選択であった。1974年にバンドを去り、コロラド州エヴァーグリーンの自宅近くのデンヴァーで昔からの相棒であるピーナッツ・ハッコーのカルテットに参加した:1–4, 133, 202。
ジャズ・ピアニストのジェス・ステイシーは、ラルフ・サットンについて次のように語っている。「彼は素晴らしいピアノ奏者であり、偉大な人物です。彼について舞台裏は何も存在しません。私は彼の演奏方法に本当に感服しています。ラルフは両手を使う数少ないピアノ奏者の1人であり、彼のような演奏者がいまだに存在していることを知れてうれしいです。彼の良さが十分に言いきれません。彼は偉大な演奏家の一人であり、それに値する認識が得られることを願っています」:180。
サットンは、79歳でコロラド州エヴァーグリーンにて脳卒中により亡くなった。

## ディスコグラフィ

### リーダー・アルバム
- Piano Moods (1950年、Columbia)
- Backroom Piano (1955年、Down Home)
- Piano Solos in the Classic Jazz Tradition (1956年、Riverside) ※1949年、1952年録音
- Wondrous Piano, the Private Family Recordings (1961年、Arbors)
- Ragtime U.S.A. (1963年、Roulette)
- Off the Cuff (1982年、Audiophile) ※1976年録音
- 『トリオ&カルテット』 - Ralph Sutton Quartet (1978年、Solid/Storyville)
- Ralph Sutton – Live (1978年、Flyright)
- Ralph Sutton at St. George Church, England (1992年、Arbors)
- Ralph Sutton at Maybeck (1993年、Concord)
- 『ラルフ・サットン・ウィズ・ルビー・ブラフ』 - Ralph Sutton Quartet (1996年、Storyville) ※with ルビー・ブラフ
- 『ライヴ・アット・サニーズ・ランデヴー』 - Live at Sunnie's Rendezvous Vol. 1 (1997年、Storyville) ※with ボブ・ウィルバー
- The Joint is Jumpin': the Music of Fats Waller (2003年、Sackville) ※1999年録音 with ボブ・バーナード

### コラボレーション・アルバム
with ルビー・ブラフ
- Remembered (2003年、Arbors) ※1988年、2001年録音。DVD
- Ralph & Ruby Duet (1980年、Chaz Jazz)
- R&R: Quartet (1980年、Chaz Jazz)

with ディック・キャリー
- Rendezvous at Sunnie's 1969 (2005年、Arbors)

with ケニー・ダヴァーン
- Ralph Sutton and Kenny Davern Vol. I (1980年、Chaz Jazz)
- Ralph Sutton and Kenny Davern Vol. II (1980年、Chaz Jazz)
- 『ラルフ・サットン&ケニー・ダヴァーン』 - Ralph Sutton and Kenny Davern (1998年、Chiaroscuro) ※上記2枚の編集盤

with ディック・ハイマン
- Dick Hyman/Ralph Sutton (1993年、Concord)

with ジェイ・マクシャン
- Last of the Whorehouse Piano Players (1980年、Chaz Jazz) ※The Last of the Whorehouse Piano Players: Two Pianos Vol. I & Vol. IIがオリジナル
- 『ラスト・オブ・ザ・ホアー・ハウス・ピアノ・プレイヤーズ』 - Last of the Whorehouse Piano Players (1989年、Chiaroscuro)

with ジョニー・ヴァロー
- A Pair of Kings (2001年、Arbors)